# Прая-да-Віторія
Пра́я-да-Віто́рія (порт. Praia da Vitória; МФА: [ˈpɾaj.ɐ dɐ vi.ˈtɔ.ɾi.ɐ]) — муніципалітет і місто в Португалії, в автономному регіоні Азорські острови. Розташований на острові Терсейра в Атлантичному океані, на теренах історичної португальської провінції Азори. Належить до Ангрської діоцезії Католицької церкви в Португалії. Права міського самоврядування має з 1480 року. Поділяється на 11 парафій.  Площа муніципалітету — 162,29 км², населення муніципалітету — 21035 ос. (2011); густота населення — 129,61 осіб/км²
. Патрон — Святий Хрест. Святковий день муніципалітету — 11 серпня. Поштовий індекс — 9760.  Код місцевої адміністративної одиниці — 2015. Складова статистичного регіону Азори.

## Назва
- Пра́я, або Пра́я (порт. Praia, «узбережжя») — назва до 1829 року.
- Ві́лла-да-Пра́я-да-Вікто́рія (порт. Villa da Praia da Victoria, «містечко Переможне Узбережжя») — назва надана 1829 року португальською королевою Марією ІІ на пам'ять про успішну оборону острова від мігелістів[2].
- Ві́ла-да-Пра́я-да-Віто́рія (порт. Vila da Praia da Vitória) — стара португальська назва за новою орфографією.
- Пра́я-да-Вікто́рія (порт. Praia da Victoria) — скорочена стара португальська назва[3].
- Пра́я-да-Віто́рія (порт. Praia da Vitória) — сучасна португальська назва.

## Географія
Прая-да-Віторія розташована на Азорських островах в Атлантичному океані, на північному сході острова Терсейра.

## Історія
1480 року португальський король Афонсу V надав Праї форал, яким визнав за поселенням статус містечка та муніципальні самоврядні права.

## Населення
| Кількість мешканців | Кількість мешканців | Кількість мешканців | Кількість мешканців | Кількість мешканців | Кількість мешканців | Кількість мешканців | Кількість мешканців | Кількість мешканців | Кількість мешканців | Кількість мешканців | Кількість мешканців | Кількість мешканців | Кількість мешканців | Кількість мешканців | Кількість мешканців |
| ------------------- | ------------------- | ------------------- | ------------------- | ------------------- | ------------------- | ------------------- | ------------------- | ------------------- | ------------------- | ------------------- | ------------------- | ------------------- | ------------------- | ------------------- | ------------------- |
| 1864                | 1878                | 1890                | 1900                | 1911                | 1920                | 1930                | 1940                | 1950                | 1960                | 1970                | 1981                | 1991                | 2001                | 2011                |                     |
| 14 481              | 14 174              | 14 533              | 15 516              | 15 523              | 15 262              | 15 888              | 17 242              | 21 164              | 28 236              | 26 035              | 20 762              | 20 436              | 20 252              | 21 035              |                     |